# Léon Bertrand
Léon Bertrand (Arville, Seine-et-Marne, 30 de julho de  1869  - Paris, 24 de fevereiro de  1947) foi um geólogo e mineralogista francês.
Estudou e pesquisou a geologia dos Pirenéus, e deve-se a ele em parte a descoberta das jazidas de gás natural de Saint-Marcet  em 1921. 
Foi eleito membro da Académie des Sciences em 1945.
Foi laureado em 1915 com o Prémio Prestwich pela Société Géologique de France (SGF).